# Žuravli (Oblast' di Kirov)
Žuravli è un centro abitato della Russia, in passato noto come Verchnie Žuravli e Chalevinskaja.